# D.C. United
D.C. United, im deutschen Sprachraum teilweise auch Washington D.C. United genannt, ist ein Franchise der Profifußball-Liga Major League Soccer (MLS) aus der US-amerikanischen Hauptstadt Washington, D.C. Das Franchise wurde 1995 gegründet und nahm in der Premierensaison 1996 den Spielbetrieb auf. D.C. United ist hinter LA Galaxy die zweiterfolgreichste Mannschaft der MLS.

## Geschichte

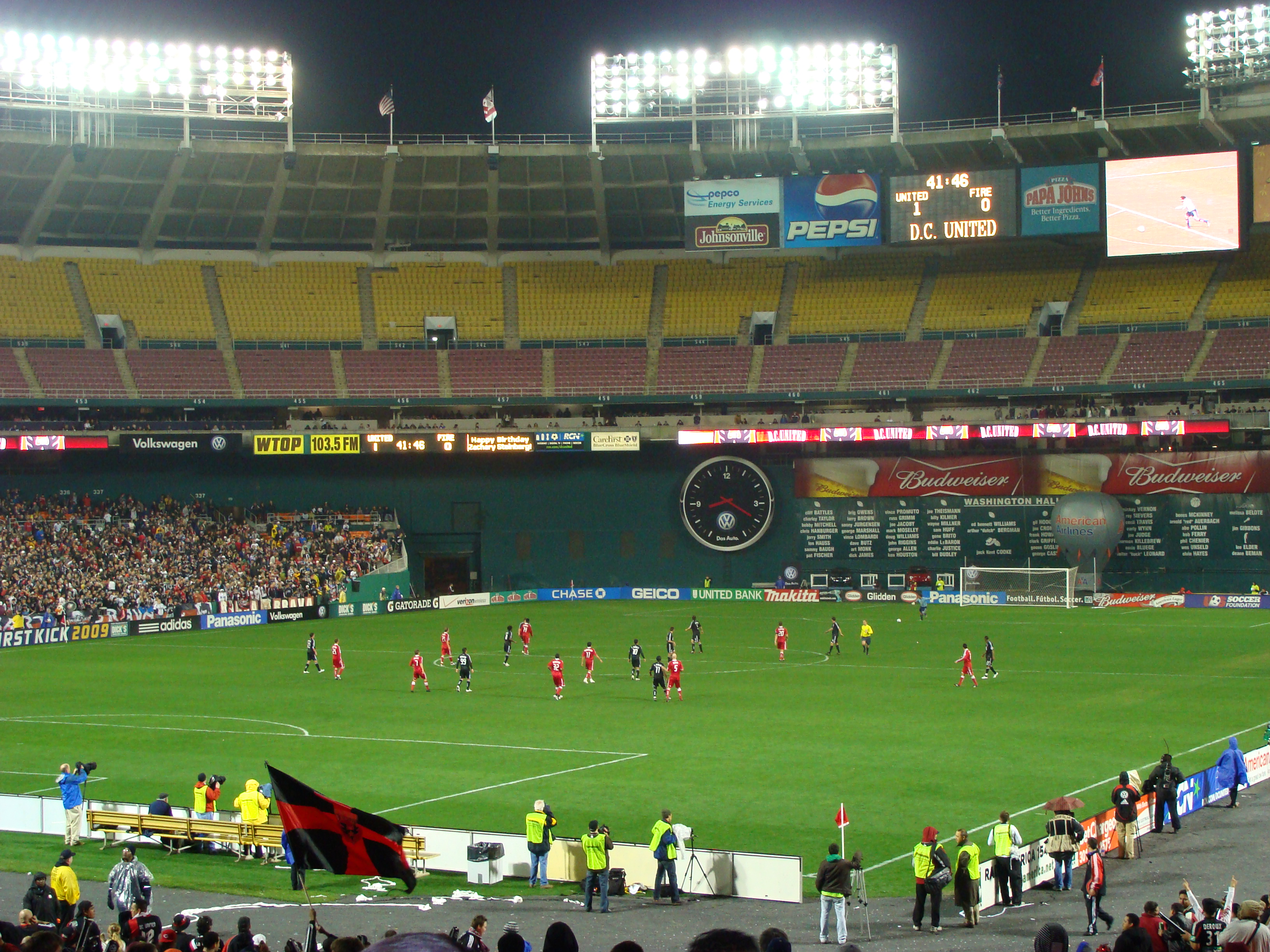
MLS-Heimspiel im RFK Stadium gegen Chicago Fire (März 2009)

D.C. United wurde 1995 gegründet. Der Mannschaftsname bezieht sich auf Washington, D.C. als Hauptstadt der USA. „United“ wurde gewählt, weil es ein typischer britischer Name für einen Fußballverein ist. Allerdings wird United in Großbritannien üblicherweise für einen Verein gewählt, der aus einer Zusammenlegung von zwei Vereinen entstanden ist.
Gleich in der ersten MLS-Saison sicherte sich United das Double. Im MLS Cup schlug man die LA Galaxy, eine Woche später gewann man durch einen Sieg gegen die Rochester Raging Rhinos den Lamar Hunt U.S. Open Cup. Ein Jahr später holte United erneut die Meisterschaft. Damit ist dem Club die bis heute einzige Titelverteidigung gelungen. 1998 gewann United als erster US-amerikanischer Verein den CONCACAF Champions Cup durch einen 1:0-Sieg über den mexikanischen Verein Club Toluca. Im gleichen Jahr gewann der Verein auch den relativ unbedeutenden Copa Interamericana gegen den brasilianischen Verein CR Vasco da Gama. Nach der Saison verließ Erfolgstrainer Bruce Arena den Verein und wurde Trainer der Fußballnationalmannschaft der Vereinigten Staaten.
Sein Nachfolger wurde der Niederländer Thomas Rongen, der United gleich in seiner ersten Saison zur dritten Meisterschaft führte. Die zwei folgenden Spielzeiten schloss der Verein als Letzter der Eastern Division ab und Rongen musste nach der Saison 2001 seinen Hut nehmen. Ironischerweise erreichte der Verein in zwei der drei Spielzeiten, in denen die Playoffs verpasst wurden, den höchsten Zuschauerschnitt der Vereinsgeschichte. Neuer Trainer wurde Ray Hudson, der nach einem weiteren letzten Platz in der Eastern Conference 2003 immerhin die Playoffs erreichte.
Am 18. November 2003 schrieb D.C. United Sportgeschichte, als der Verein den damals vierzehnjährigen Freddy Adu unter Vertrag nahm. Am 16. Januar 2004 wählte United Adu beim MLS SuperDraft als ersten Spieler aus. Sein MLS-Debüt feierte Adu am 3. April 2004 als Einwechselspieler. Er wurde damit zum jüngsten US-amerikanischen Profisportler seit 1887.
2004 übernahm Piotr Nowak das Traineramt. Trotz großer Verletzungssorgen und einer Vielzahl von Beschwerden von Seiten der Spieler über Nowaks Trainingsmethoden erreichte die Mannschaft durch einen Endspurt wieder die Playoffs. Der Argentinier Christian Gómez, der während der Saison verpflichtet wurde, erwies sich als Volltreffer. Im Halbfinale schlug United New England Revolution nach Elfmeterschießen. Dieses Spiel wird von vielen MLS-Fans als das beste Spiel der Ligageschichte angesehen. Anschließend gewann United den MLS Cup durch einen 3:2-Sieg über die Kansas City Wizards.
2005 nahm D.C. United als erste US-amerikanische Mannschaft an dem südamerikanischen Wettbewerb Copa Sudamericana teil. Im Achtelfinale schied man knapp gegen den chilenischen Vertreter CD Universidad Católica aus Santiago de Chile aus. Ein Jahr später gewann D.C. United das MLS Supporters’ Shield und nahm daher 2007 wieder am CONCACAF Champions Cup teil. 2006 trug United Freundschaftsspiele gegen europäische Spitzenmannschaften aus. Der schottische Meister Celtic Glasgow wurde mit 4:0 geschlagen. Gegen Real Madrid gab es ein 1:1-Unentschieden.
Im Dezember 2006 legte Piotr Nowak sein Traineramt nieder und wurde Assistenztrainer der US-Nationalmannschaft. Neuer Trainer wurde Tom Soehn. Ebenfalls im Dezember 2006 wurde der Wechsel von Freddy Adu zu Real Salt Lake bekannt. Am 8. Januar 2007 wurden die operativen Verfügungen über DC United von dem bisherigen Besitzer Anschutz Entertainment Group an die D.C. United Holding, einer neuentstandenen Gruppe von Investoren, verkauft.
DC United qualifizierte sich als bestes Team der MLS Regular Season 2007 für die CONCACAF Champions League 2008/09. Bereits nach dem 4. Spieltag der Gruppenphase hatte die Mannschaft keine Möglichkeit mehr in die nächste Runde zu gelangen. Auch in der nordamerikanischen SuperLiga konnte United nicht die Gruppenphase überstehen. In den drei Spielen gelang der Mannschaft kein einziger Punktgewinn.
2008 gewann DC United zum zweiten Mal in ihrer Historie den Lamar Hunt U.S. Open Cup. Am 3. September 2008 schlugen die Washingtoner, Charleston Battery mit 2:1. Die Torschützen waren die beiden Brasilianer Luciano Emilio und Fred.
In der MLS-Saison 2008 erreichte DC United nur den 6. Platz in der Eastern Conference und konnte sich somit erstmals seit 2002 nicht für die Play-offs qualifizieren. Am 2. September 2009 stand DC United erneut im Finale des U.S. Open Cups. Die Mannschaft aus Washington unterlag Seattle Sounders FC mit 2:1. Auch die MLS-Saison 2009 mussten die Hauptstädter ohne Qualifikation für die Play-offs beenden.
In der CONCACAF Champions League 2009/10 belegte die Mannschaft den dritten Platz in der Gruppe B. Damit schied United aus.
Die Spielzeit 2010 war die bislang schlechteste seit Gründung der MLS für United. Die Mannschaft erreichte Platz 8 in der Eastern Conference und den letzten Platz in der Gesamttabelle. Aufgrund dessen wurde der bisherige Trainer Curt Onalfo im August 2010 entlassen. Der ehemalige MLS-Spieler Ben Olsen, vorher Co-Trainer unter Onalfo, übernahm als Interimslösung den Posten des Cheftrainers. Am Ende der Saison wurde er offiziell als Trainer bestätigt. Im US Open Cup schaffte es DC bis ins Halbfinale und schied dort gegen die Columbus Crew aus.

## Farben und Wappen
Die Teamfarben und das Logo des Klubs wurden am 17. Oktober 1995 vorgestellt. Schwarz und Rot sind Grundfarben von D.C. United. Auch die Heimtrikots sind in rot gehalten, auswärts spielt die Mannschaft in weiß. Die drei Streifen auf der Schulter der Trikots symbolisieren die drei größten Verwaltungseinheiten in der Washington Metropolitan Area: District of Columbia, Virginia und Maryland. Bei den Heimtrikots sind diese weiß und bei den Auswärtstrikots sind sie rot. Weiß und Rot sind auch die Farben der Flagge von Washington, D.C. und die Streifen kommen auch im Fahnenbild vor.

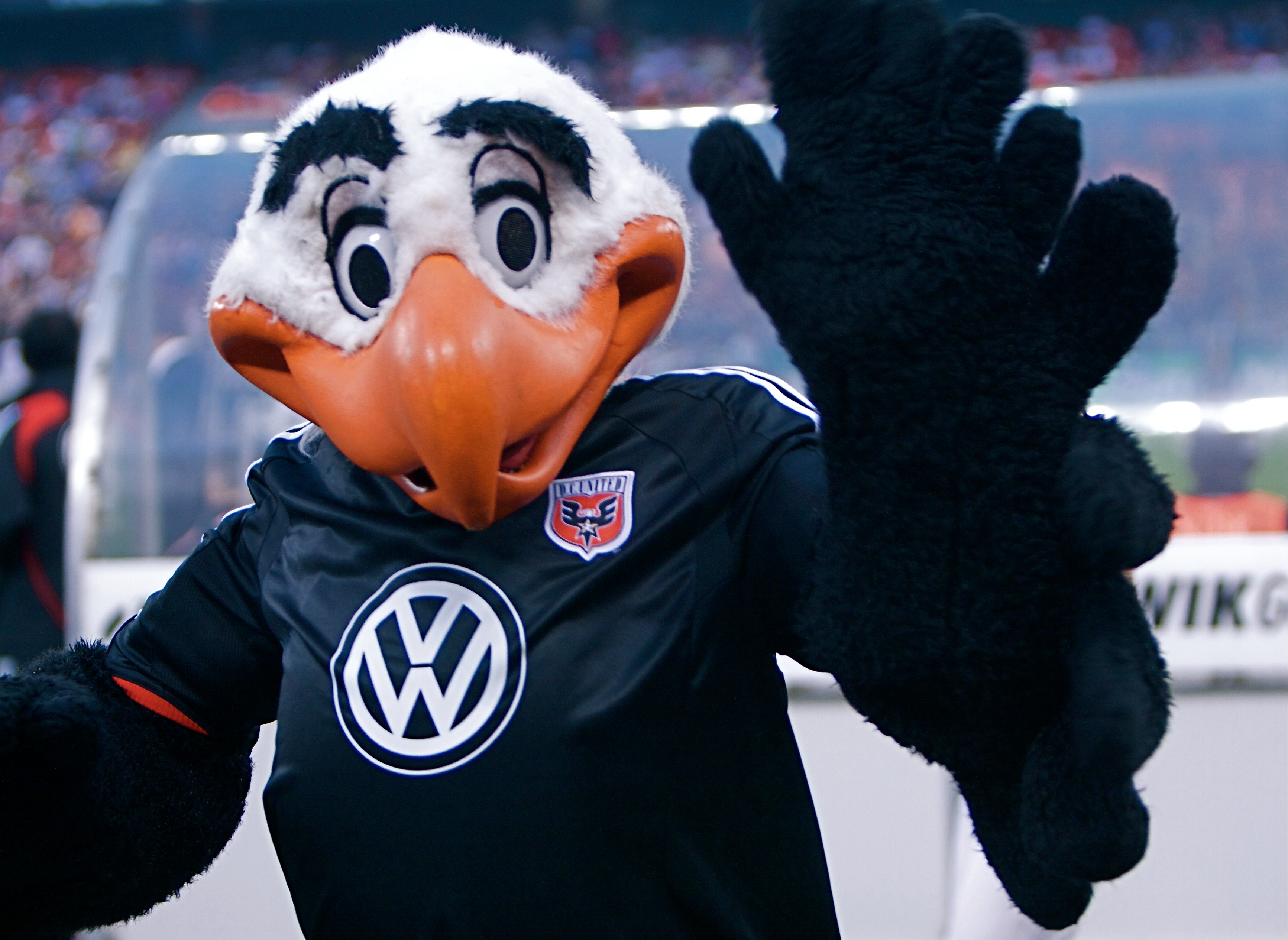
Maskottchen von D.C. United, der Adler „Talon“

Maskottchen des Vereins ist ein Adler namens „Talon“.
Auf dem Original-Wappen war der Mannschaftsname, D.C. United, und ein schwarzer Adler auf roten Grund zu sehen. Außerdem waren im unteren Teil des Wappens drei Sterne mit drei Fußbällen abgebildet, die wiederum die drei Verwaltungsbereiche Washington D.C., Virginia und Maryland repräsentierten. Der Weißkopfseeadler auf dem Wappen symbolisiert zum einen Washington als Hauptstadt der USA, zum anderen die Eigenschaften der Mannschaft: Schnelligkeit und Kraft. Vor der Saison 2008 wurde das Logo überarbeitet. Der Adler wurde schemenhafter dargestellt und die drei Sterne waren verschwunden. Es prangte nur noch ein Stern in der Mitte des Vogels. Dieser Fußball-Stern symbolisierte den Gewinn des MLS Cups 1996.
Am 10. Dezember 2015 wurde das Logo erneut überarbeitet. Das Wappen ist jetzt schwarz eingefärbt. Auf diesem steht der Adler, der in Anlehnung an die Flagge des Districts of Columbia, mit rot-schwarzen Querstreifen übermalt ist. Die Flügel des Adlers ragen über den Rand hinaus. Des Weiteren sind die drei Sterne wieder vorhanden.

## Stadion

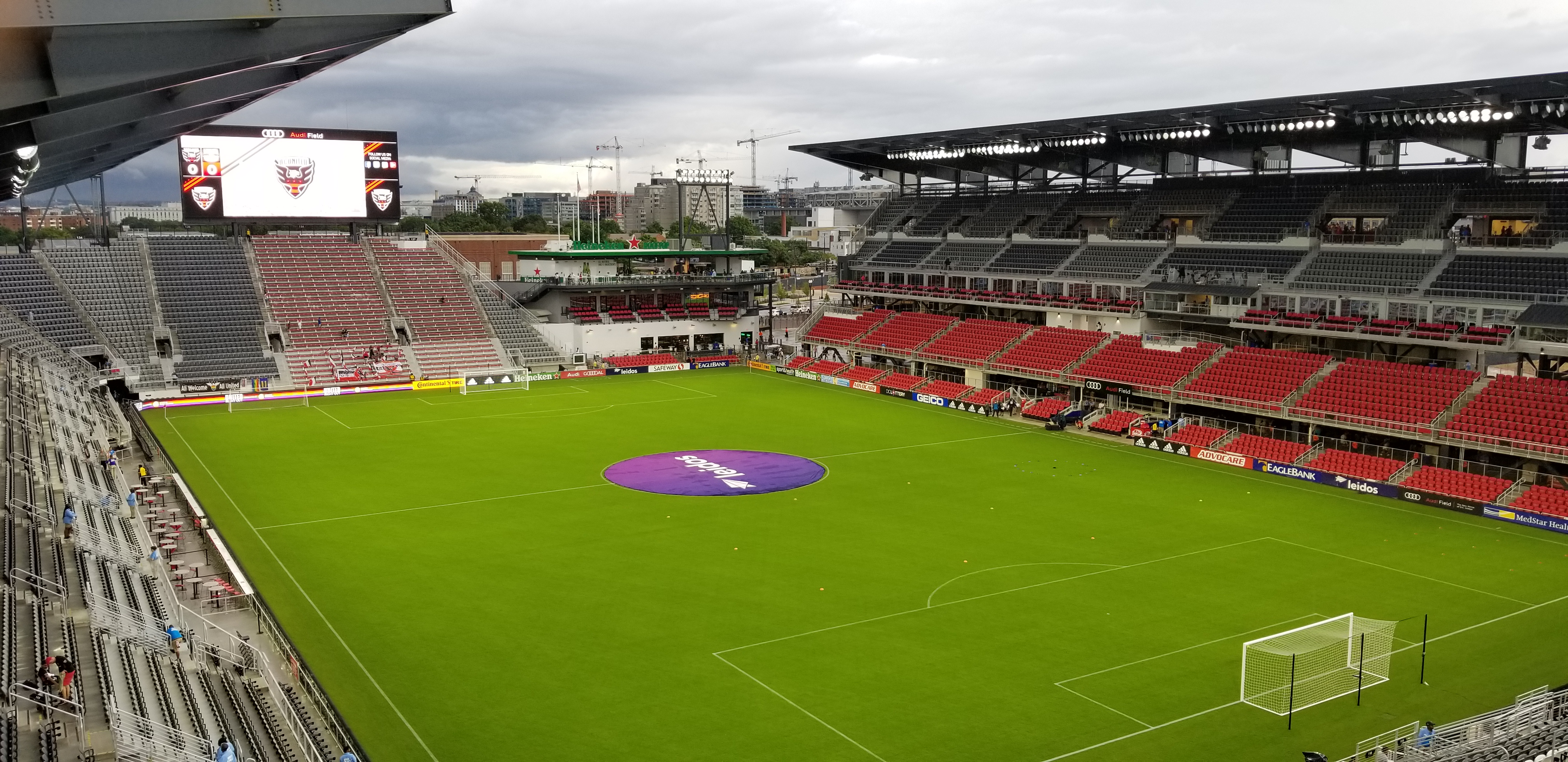
Das Audi Field (Juli 2018)

- Audi Field; Washington, D.C. (seit 2018)
- Robert F. Kennedy Memorial Stadium; Washington, D.C. (1996–2017)
- Klöckner Stadium; Charlottesville, Virginia (1996) ein Spiel im US Open Cup
- Maryland SoccerPlex; Germantown, Maryland (seit 2001) diverse Spiele im US Open Cup und im CONCACAF Champions’ Cup
- Richmond City Stadium; Richmond, Virginia (2001) ein Spiel im US Open Cup
- George Mason Stadium; Fairfax, Virginia (2010) ein Spiel im US Open Cup

Seit der Vereinsgründung spielte der Verein im Robert F. Kennedy Memorial Stadium (oftmals abgekürzt RFK). Das Stadion bietet Platz für 56.454 Zuschauer. Bis 2007 teilte sich D.C. United das Stadion mit den Washington Nationals aus der Major League Baseball, welche nun jedoch im neu gebauten Nationals Park spielen. Der D.C. United Training Complex liegt nördlich des Stadions. Dort spielt die Reserve-Mannschaft des MLS-Franchises.

### Audi Field
Es liefen lange Planungen für ein Fußballstadion, doch es wurde lange Zeit kein Standort gefunden. Nachdem Vorhaben an zwei Standorten scheiterten (im Stadtgebiet von Washington, D.C. am Anacostia River und im angrenzenden Prince George’s County (Maryland)), machten sich die Fans Sorgen, dass das Team deswegen in eine andere Stadt umziehen könnte. Ein Ende 2009 aufgekommener Vorschlag war es, im nahegelegenen Baltimore (Maryland) eine neue Heimstätte zu errichten. Dies wurde jedoch nicht realisiert.
Am 25. Juli 2013 wurden offizielle Pläne eines Stadionbaus am Buzzard Point, einer Halbinsel am Potomac River und Anacostia River im südwestlichen Teil von Washington, D.C., veröffentlicht. Am 17. Dezember 2014 wurden die Pläne für ein neues Stadion genehmigt. Fertigstellung sollte 2017 sein.
Im Februar 2017 wurde Audi USA Namenssponsor des neuen Stadions. Es heißt seitdem Audi Field. Am 9. Juli 2018 wurde das Audi Field mit 20.000 Plätzen eröffnet.

## Fans und Rivalitäten

### Fangruppierungen
Der Verein hat drei große Fanclubs: Die „Barra Brava“, die „Screaming Eagles“ und „La Norte“.

### Rivalitäten
Erzrivale von D.C. United sind New York Red Bulls (ehemals NY/NJ MetroStars bzw. MetroStars). Beide Vereine spielen in jeder Saison um den „Atlantic Cup“. Dieser Wettbewerb wurde vom Management beider Clubs eingeführt. Sieger ist die Mannschaft, die die meisten Punkte aus den direkten Vergleichen beider Mannschaften gewinnt.
Außerdem besteht eine für die MLS einzigartige Rivalität mit Charleston Battery aus der USL First Division. Die Fans beider Clubs etablierten den „Coffee Pot Cup“, um den beide Clubs jährlich in Freundschaftsspielen spielen.

## Organisation

### Eigentümer
Der Milliardär George Soros war der Direktor der Washington Soccer L.P., welche 1995 die Rechte an D.C. United von der MLS erhielten. Soros war auch der Hauptgeldgeber für das Franchise. Der ehemalige Präsident und Chief Executive Officer von DC United, Kevin Payne, war damals schon Teil der Eigentümergruppe. Er wechselte aber 2012 zum Toronto FC. Seit 1998 wurde nach neuen Investoren gesucht. Am 15. Februar 2001 wurde beschlossen die Rechte an D.C. United an die Anschutz Entertainment Group zu verkaufen. Bis 2007 operierte das Franchise unter diesem Eigentümer.
Am 8. Januar 2007 kaufte die D.C. United Holdings, eine Gruppe von Investoren um Victor MacFarlane und William H.C. Chang, Vorsitzender der Westlake International Group, die Rechte an dem MLS-Franchise. Die weiteren Investoren waren Kevin Payne und die beiden ehemaligen Basketballspieler Brian Davis und Christian Laettner. Im April 2009 verkaufte Victor MacFarlane seinen Anteil an Chang, nachdem seine beiden Stadienvorschläge abgelehnt wurden. Damit gehörten Chang 98 % der D.C. United Holdings. Im Oktober desselben Jahres kaufte Chang auch noch die restlichen 2 % Anteile von Davis und Laettner. Neben DC United ist er auch Hauptinvestor der San Francisco Giants aus der Major League Baseball.
Kevin Payne stieg 2012 als Miteigentümer aus. Am 10. Juli 2012 wurde der indonesische Unternehmer und Sportinvestor Erick Thohir Miteigentümer. Sein Sportinvestmentunternehmen besitzt u. a. Anteile an Inter Mailand, wo er seit 2013 Präsident ist. Der Geschäftsmann Jason M. Levien wurde zur selben Zeit Miteigentümer wie Thohir bei D.C. Der frühere Sportagent war vorher CEO bei den Memphis Grizzlies und Miteigentümer der Philadelphia 76ers.
Aktuell besteht die Eigentümergruppe aus Erick Thohier, Jason M. Levien und William Chang.

### Sponsor
Seit dem 14. Februar 2014 ist der US-amerikanische Softwarehersteller Leidos Hauptsponsor von D.C. United. Vorher wurde die Mannschaft von Volkswagen Group of America, einer Tochterfirma der Volkswagen AG, gesponsert. Weitere Sponsoren sind Adidas, GEICO, Verizon Wireless und Papa John’s Pizza.

### Medien
Alle Spiele von D.C. United werden über regionale Sendernetzwerk Comcast SportsNet ausgestrahlt. Ausgewählte Heimspiele können auch in High Definition gesehen werden. Ausgewählte Spiele werden über die Sender ESPN2, NBC Sports Network oder in Spanish über Galavisión ausgestrahlt. Über den Radiosender WDCN-LP können die Spiele in Spanisch im Raum Washington, D.C. empfangen werden.

## Jugend und Entwicklung

### D.C. United Academy
Im Jahr 2004 wurde seitens des Franchises eine Jugend- und Entwicklungsstruktur errichtet. Die Jugendmannschaften U-14, U-16 und U-18 spielen in den Ligen der U.S. Soccer Development Academy. Die Mannschaften der Altersklassen U-12, U-13 und U-15 sind in der US Club Soccer Northeast Pre-Academy League organisiert. Um mögliche Jugendspieler zu finden, werden jährlich Fußballcamps und Auswahltrainings veranstaltet.
Die Spitze der Academy-Struktur ist die U-23 Mannschaft. Diese spielt in der National Premier Soccer League, der vierthöchsten Liga des Landes. Trainer ist Jamie Moreno und die Heimspiele werden im Maryland SoccerPlex in Germantown, Maryland ausgetragen.

### USL Championship Partnerschaft
Bis 2012 spielte eine Reserve-Mannschaft von D.C. United in der MLS Reserve Division. In dieser Zeit konnte die Reserve-Mannschaft 2005 und 2011 die MLS Reserve für sich entscheiden.
Nachdem sich die MLS und die USL Championship über eine Partnerschaft geeignet hatten, wurde diese Mannschaft zurückgezogen. Seitdem fungierten die Richmond Kickers als Ausbildungspartner in der USL Pro. Nachdem Rückzug der Kickers aus der USL wird das Team Loudoun United neuer USL Championship Partner. Gleichzeitig hält D.C. United die Franchise-Rechte an diesem Team.

## Spieler und Mitarbeiter

### Aktueller Profikader
Stand: 30. Juli 2023
| Nr. |                    | Position | Name                    |
| --- | ------------------ | -------- | ----------------------- |
| 1   | Venezuela          | TW       | Rafael Romo             |
| 2   | Elfenbeinküste     | AB       | Gaoussou Samaké (IP)    |
| 4   | Vereinigte Staaten | AB       | Brendan Hines-Ike       |
| 6   | Vereinigte Staaten | MF       | Russell Canouse         |
| 8   | Vereinigte Staaten | MF       | Chris Durkin (HGP, U22) |
| 11  | Griechenland       | ST       | Taxiarchis Foundas      |
| 14  | Honduras           | AB       | Andy Najar              |
| 15  | Vereinigte Staaten | AB       | Steve Birnbaum          |
| 17  | England            | ST       | Kimarni Smith (IP)      |
| 18  | El Salvador        | MF       | Jeremy Garay (HGP)      |
| 19  | Niederlande        | ST       | Nigel Robertha (IP)     |
| 20  | Belgien            | ST       | Christian Benteke (DP)  |
| 22  | Spanien            | ST       | Miguel Berry            |
| 23  | Vereinigte Staaten | AB       | Donovan Pines (HGP)     |

| Nr. |                    | Position | Name                       |
| --- | ------------------ | -------- | -------------------------- |
| 25  | Vereinigte Staaten | ST       | Jackson Hopkins (HGP)      |
| 30  | Vereinigte Staaten | AB       | Hayden Sargis              |
| 33  | Vereinigte Staaten | AB       | Jacob Greene (HGP)         |
| 35  | Vereinigte Staaten | MF       | Theodore Ku-DiPietro (HGP) |
| 45  | Vereinigte Staaten | AB       | Matai Akinmboni (HGP)      |
| 49  | Jamaika            | MF       | Ravel Morrison             |
| 77  | Chile              | ST       | Martín Rodríguez           |
|     | Portugal           | MF       | Pedro Santos               |
|     | Vereinigte Staaten | TW       | Alex Bono                  |
|     | Vereinigte Staaten | TW       | Tyler Miller               |
|     | Brasilien          | AB       | Ruan (IP)                  |
|     | Irland             | AB       | Derrick Williams           |
|     | Irak               | AB       | Mohanad Jeahze             |

### Bisherige Trainer
- Bruce Arena (1996–1998)
- Thomas Rongen (1999–2001)
- Ray Hudson (2002–2003)
- Piotr Nowak (2004–2006)
- Tom Soehn (2006–2009)
- Curt Onalfo (2009–2010)
- Ben Olsen (2010–2020)
- Hernán Losada (2021–2022)
- Wayne Rooney (2022–2023)

## Erfolge
- CONCACAF Champions Cup
  - Sieger (1): 1998

- MLS Cup
  - Sieger (4): 1996, 1997, 1999, 2004
  - Finale (1): 1998

- MLS Supporters’ Shield
  - Sieger (4): 1997, 1999, 2006, 2007

- MLS Eastern Conference
  - Sieger (Playoff) (5): 1996, 1997, 1998, 1999, 2004
  - Sieger (Regular Season) (6): 1997, 1998, 1999, 2006, 2007, 2014

- Lamar Hunt U.S. Open Cup
  - Sieger (3): 1996, 2008, 2013
  - Finale (2): 1997, 2009

- CONCACAF Giants Cup
  - Finale (1): 2001

- Copa Interamericana
  - Sieger (1): 1998

- Weitere Erfolge
  - Atlantic Cup (9): 2002, 2004, 2005, 2006, 2007, 2008, 2009, 2011, 2014
  - Carolina Challenge Cup (3): 2010, 2012, 2014
  - MLS Reserve Division (1): 2005

## Statistiken

### Saisonbilanz
| Saison | Regular Season  | Play-offs             | Lamar Hunt U.S. Open Cup | CONCACAF Champions League |
| ------ | --------------- | --------------------- | ------------------------ | ------------------------- |
| 1996   | 2. Platz (Ost)  | Meister               | Sieger                   | nicht qualifiziert        |
| 1997   | 1. Platz (Ost)  | Meister               | Finale                   | Halbfinale                |
| 1998   | 1. Platz (Ost)  | Finale                | nicht qualifiziert       | Sieger                    |
| 1999   | 1. Platz (Ost)  | Meister               | Achtelfinale             | Halbfinale                |
| 2000   | 4. Platz (Ost)  | nicht qualifiziert    | Viertelfinale            | Halbfinale                |
| 2001   | 4. Platz (Ost)  | nicht qualifiziert    | Halbfinale               | nicht ausgetragen         |
| 2002   | 5. Platz (Ost)  | nicht qualifiziert    | nicht qualifiziert       | Achtelfinale              |
| 2003   | 4. Platz (Ost)  | Viertelfinale         | Halbfinale               | nicht qualifiziert        |
| 2004   | 2. Platz (Ost)  | Meister               | Achtelfinale             | nicht qualifiziert        |
| 2005   | 2. Platz (Ost)  | Viertelfinale         | Viertelfinale            | Halbfinale                |
| 2006   | 1. Platz (Ost)  | Halbfinale            | Halbfinale               | nicht qualifiziert        |
| 2007   | 1. Platz (Ost)  | Viertelfinale         | Achtelfinale             | Halbfinale                |
| 2008   | 6. Platz (Ost)  | nicht qualifiziert    | Sieger                   | Halbfinale                |
| 2009   | 4. Platz (Ost)  | nicht qualifiziert    | Finale                   | Gruppenphase              |
| 2010   | 8. Platz (Ost)  | nicht qualifiziert    | Halbfinale               | Gruppenphase              |
| 2011   | 7. Platz (Ost)  | nicht qualifiziert    | 2. Qualifikationsrunde   | nicht qualifiziert        |
| 2012   | 2. Platz (Ost)  | Conference-Finale     | Achtelfinale             | nicht qualifiziert        |
| 2013   | 10. Platz (Ost) | nicht qualifiziert    | Sieger                   | nicht qualifiziert        |
| 2014   | 1. Platz (Ost)  | Conference Halbfinale | 4. Runde                 | Viertelfinale (2014/2015) |
| 2015   | 4. Platz (Ost)  | Conference Halbfinale | 4. Runde                 | Viertelfinale (2015/2016) |
| 2016   | 4. Platz (Ost)  | Knockout Round        | 4. Runde                 | nicht qualifiziert        |
| 2017   | 11. Platz (Ost) | nicht qualifiziert    | 5. Runde                 | nicht qualifiziert        |
| 2018   | 4. Platz (Ost)  | Knockout Round        | 4. Runde                 | nicht qualifiziert        |
| 2019   | 5. Platz (Ost)  | Knockout Round        | 5. Runde                 | nicht qualifiziert        |
| 2020   | 13. Platz (Ost) | nicht qualifiziert    | abgesagt                 | nicht qualifiziert        |
| 2021   | 8. Platz (Ost)  | nicht qualifiziert    | abgesagt                 | nicht qualifiziert        |
| 2022   | 14. Platz (Ost) | nicht qualifiziert    | 4. Runde                 | nicht qualifiziert        |
| 2023   | 12. Platz (Ost) | nicht qualifiziert    | 4. Runde                 | nicht qualifiziert        |
| 2024   | 10. Platz (Ost) | nicht qualifiziert    | nicht qualifiziert       | nicht qualifiziert        |

1. ↑  Seit 2002 beginnt der Wettbewerb jeweils im Herbst des vorherigen Jahres. Bis 2008 unter dem Namen CONCACAF Champions’ Cup.

### Vereinsrekorde
Diese Rekorde beziehen sich auf die Regular Season bis einschließlich der Saison 2016:
- Meiste Spiele:  Jaime Moreno, 329
- Meiste Tore:  Jaime Moreno, 131
- Meiste Assists:  Jaime Moreno, 102

Stand: 27. Januar 2015

### Besucherschnitt
Regular Season / Play-offs
- 1996: 15.262[19] / 21.810[15]
- 1997: 16.698[20] / 27.264[15]
- 1998: 16.008[21] / 18.132[15]
- 1999: 17.419[22] / 17.997[15]
- 2000: 18.580[23] / nicht qualifiziert
- 2001: 21.518[24] / nicht qualifiziert
- 2002: 16.519[25] / nicht qualifiziert
- 2003: 15.565[26] / 15.202[15]
- 2004: 17.232[27] / 18.432[15]
- 2005: 16.664[28] / 20.089[15]
- 2006: 18.215[29] / 20.504[15]
- 2007: 20.967[30] / 19.438[15]
- 2008: 19.835 / nicht qualifiziert
- 2009: 15.585 / nicht qualifiziert
- 2010: 14.532 / nicht qualifiziert
- 2011: 15.181 / nicht qualifiziert